# Susan Szatmáry
Susan Szatmáry, född Ibrahim 6 oktober 1977 i Bagdad, är en svensk designer. Vid Ellegalan i januari 2020 utsågs hon till Årets accessoardesigner.